# Снежа (село)
Снежа (болг. Снежа) — село в Болгарии. Находится в Бургасской области, входит в общину Руен. Население составляет 325 человек (2022).

## Политическая ситуация
В местном кметстве Снежа, в состав которого входит Снежа, должность кмета (старосты) исполняет Мустафа Мустафа Осман (Движение за права и свободы (ДПС)) по результатам выборов правления кметства.
Кмет (мэр) общины Руен — Дурхан Мехмед Мустафа (Движение за права и свободы (ДПС)) по результатам выборов в правление общины.